# 圣拉撒路骑士团
圣拉撒路骑士团（英語：Order of Saint Lazarus）曾是耶路撒冷王国的一个军事修会。

## 符号
骑士团的原始符号是一个绿十字。 在后来的几个世纪中改变为一个绿色的八面马耳他十字架。世界范围内的药店使用绿十字作为一个普遍符号也被认为是起源于圣拉撒路，虽然没有文件证明这一点。